# 79 a.C.
Il 79 a.C. (LXXIX a.C. in numeri romani) è un anno  del I secolo a.C.

## Eventi
- Silla depone la carica di dittatore e si ritira a vita privata.
- Sertorio, in Spagna, sconfigge Quinto Cecilio Metello Pio.

## Nati
- Liu Xiang, scrittore cinese († 8 a.C.)